# زوران بلانينيتش
زوران بلانينيتش (بالكرواتية: Zoran Planinić) مواليد 12 سبتمبر 1982 في موستار، جمهورية البوسنة والهرسك الاشتراكية، هو لاعب كرة سلة كرواتي بدأ مسيرته الاحترافية في سنة 1999. تم اختياره من قبل فريق بروكلين نتس خلال الدرافت. يبلغ طوله 6 قدم 6 بوصة (2.0 م). مثّل منتخب بلاده. شارك في دورة الألعاب الأولمبية الصيفية سنة 2008. اعتزل اللعب في 2015.

## المسيرة الاحترافية
لعب مع بروكلين نتس من سنة 2003 إلى 2006، ثم لعب مع ساسكي باسكونيا في الدوري الإسباني من سنة 2006 إلى 2008، ثم لعب مع نادي سسكا موسكو لكرة السلة في الدوري الروسي من سنة 2008 إلى 2010، ثم لعب مع خيمكي من سنة 2010 إلى 2013.

## روابط خارجية
- زوران بلانينيتش على موقع الاتحاد الدولي لكرة السلة (الإنجليزية)
- زوران بلانينيتش على موقع الدوري الأوروبي لكرة السلة (الإنجليزية)
- زوران بلانينيتش على موقع إن بي أي (الإنجليزية)
- زوران بلانينيتش على موقع سبورتس رفرنس (الإنجليزية)
- زوران بلانينيتش على موقع الدوري الإسباني لكرة السلة (الإسبانية)
- زوران بلانينيتش على موقع كرة السلة الأوروبية.كوم (الإنجليزية)
- زوران بلانينيتش على موقع ريلجم (الإنجليزية)
- زوران بلانينيتش على موقع بروبوليرز (الإنجليزية)
- زوران بلانينيتش على موقع سبورتس رفرنس (الإنجليزية)
- زوران بلانينيتش على موقع أوليمبيديا (الإنجليزية)